# Tormenta tropical Don (2011)
La tormenta tropical Don fue el cuarto ciclón tropical de la temporada del océano Atlántico de 2011 y el primer sistema que recibió dicho nombre. Se desarrolló a partir de una onda tropical, monitoreada por el Centro Nacional de Huracanes durante una semana mientras se desplazaba desde el océano Atlántico hacia el mar Caribe. El 27 de julio, se le declaró tormenta tropical al moverse a través del canal de Yucatán hacia el golfo de México.

## Historia meteorológica

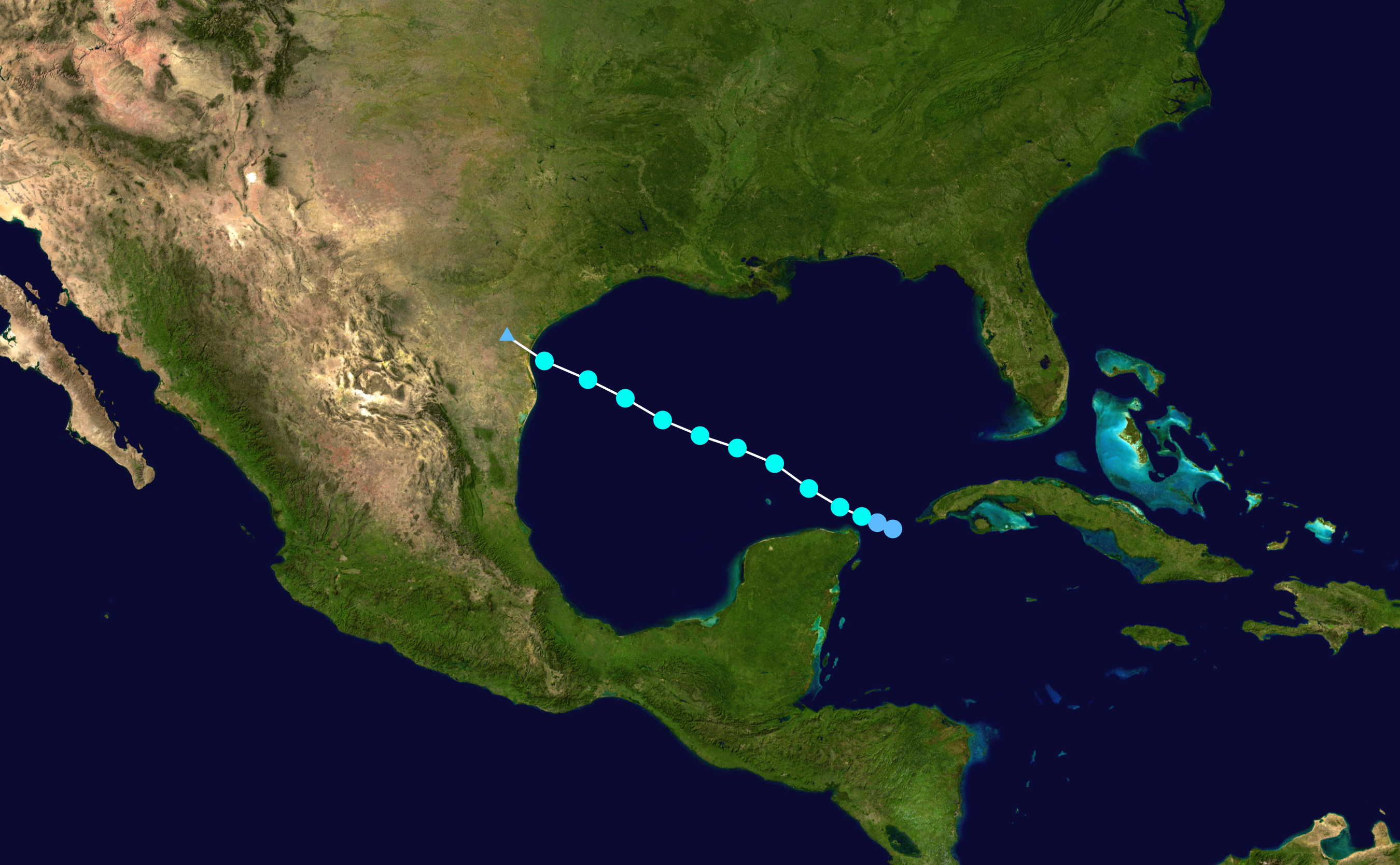
Trayectoria de Don.

El 16 de julio el Centro Nacional de Huracanes (CNH) detectó una onda tropical proveniente de África sobre el océano Atlántico. La misma se desplazó hacia el Oeste en los días siguientes, precedida de un área de abundante humedad tropical con mínima convección, principalmente confinada a la vaguada monzónica. El CNH mencionó por primera vez el potencial de ciclogénesis que esta onda presentaba el día 21 de julio, cuando se ubicaba a unos 1200 km al este de las Antillas Menores. Al llegar a las islas de Barlovento, el sistema dio muestras de desarrollo, aunque su proximidad con tierra firme y una intensa cizalladura impedían su intensificación. A pesar de perder organización al desplazarse sobre las Antillas Mayores, el sistema producía chubascos en una gran zona del Caribe nororiental. La convección se incrementó y disminuyó durante su pasaje por La Española y Cuba, al punto de que, al 25 de julio, no se esperaba un desarrollo ulterior. Sin embargo, cuando la onda se encontraba al Suroeste de Cuba, las tormentas se intensificaron en el área de perturbación. El 27 de julio, los datos de radar sugirieron que el sistema podría haber adquirido circulación de superficie y horas más tarde al moverse el sistema hacia canal de Yucatán, un vuelo de reconocimiento meteorológico constató que el sistema presentaba circulación cerrada y vientos con fuerza de temporal (>60 km/h) a unos 190 km al norte de Cozumel, en México. Inmediatamente se comenzaron los avisos para la cuarta tormenta tropical de la temporada. Don se desplazó hacia la costa de Texas y tocó tierra en las inmediaciones de la bahía de Baffin el 29 de julio. Horas después se debilitó sobre Texas.

## Preparativos
Al nombrarse la tormenta oficialmente en Estados Unidos, las autoridades en Texas comenzaron los preparativos para Don. El Centro Médico de la Universidad de Texas emitió una alerta de nivel uno y se comenzaron las disposiciones para una eventual evacuación.
El 27 de julio, las compañías petroleras a lo largo del golfo de México comenzaron a sacar de sus pozos y plataformas a todo su personal no esencial, en respuesta a la proximidad de la tormenta. Las petroleras BP, Royal Dutch Shell, Apache y Anadarko anunciaron al día siguiente (28) la evacuación de algunas de sus instalaciones petrolíferas, mientras que ExxonMobil comenzó a preparar su refinería en Baytown —la más grande del país— ante el eventual impacto de la tormenta.
En México, la autoridad de protección civil en el estado de Quintana Roo advirtió que la tormenta podría dejar entre 80 y 150 mm de lluvia y producir vientos de unos 45 km/h con ráfagas de hasta 65 km/h. Luego de ser Don designado como tormenta tropical, el gobierno del estado de Yucatán emitió una alerta de color vedre, por considerársele solo levemente peligroso.

El día 27, el CNH emitió avisos de tormenta tropical para la costa texana entre Port Mansfield y San Luis Pass. Seis horas más tarde, el aviso fue extendido hacia el Sur hasta la frontera con México.

## Impacto
Varias compañías petroleras detuvieron su producción como consecuencia de Don. Hacia el mediodía del 28 de julio, la producción de petróleo y gas natural se habían reducido en un 6,8 % y 2,8 % respectivamente.